# Rytov
Rytov (německy Leopoldshöhe) je malá vesnice, část města Černovice v okrese Pelhřimov. Nachází se asi 2,5 km na jihovýchod od Černovic. Prochází zde silnice II/409. V roce 2009 zde bylo evidováno 28 adres. V roce 2001 zde trvale žilo 23 obyvatel.
Rytov leží v katastrálním území Černovice u Tábora o výměře 13,89 km2.

## Další fotografie

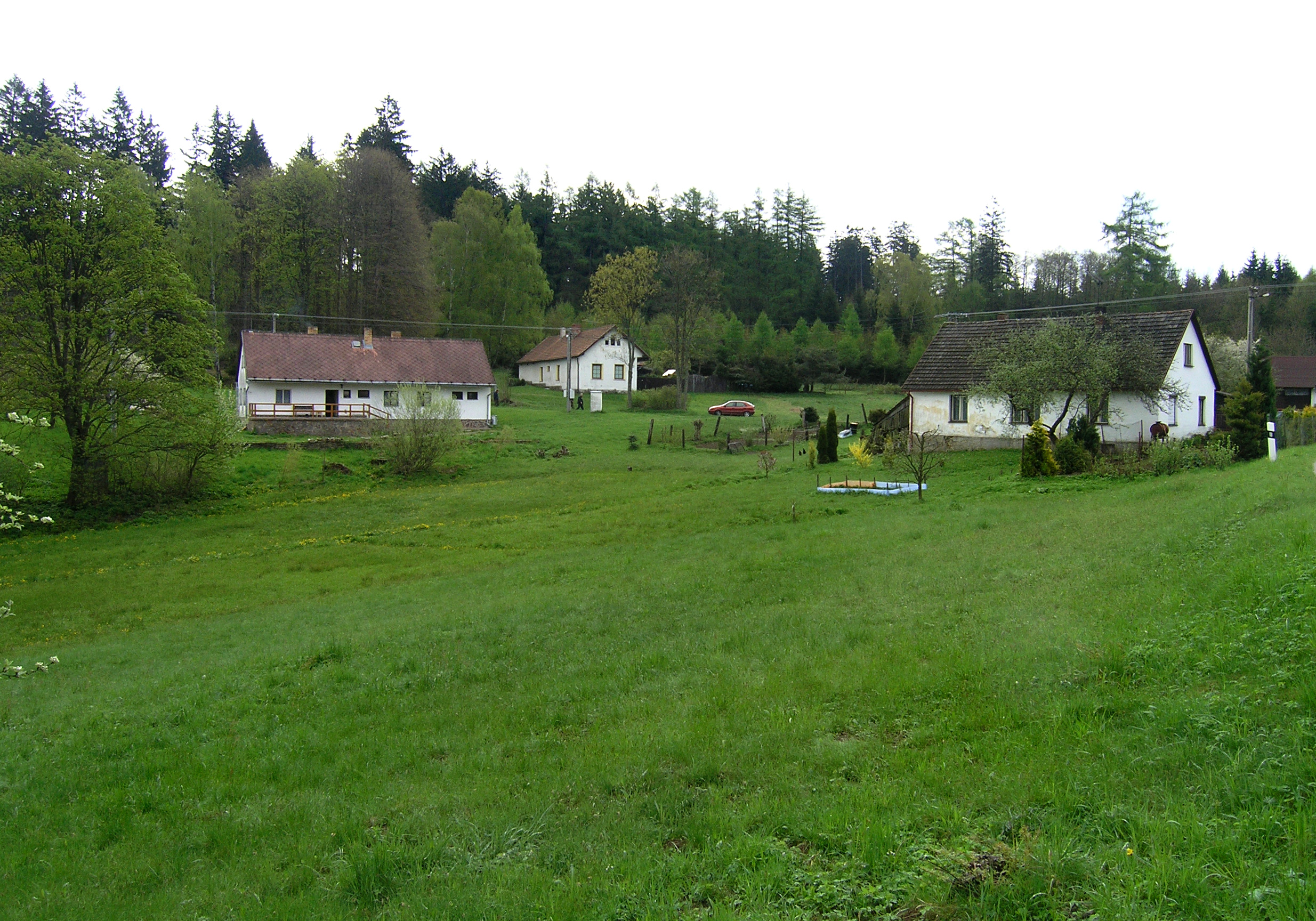
Roztroušené domky na stráni
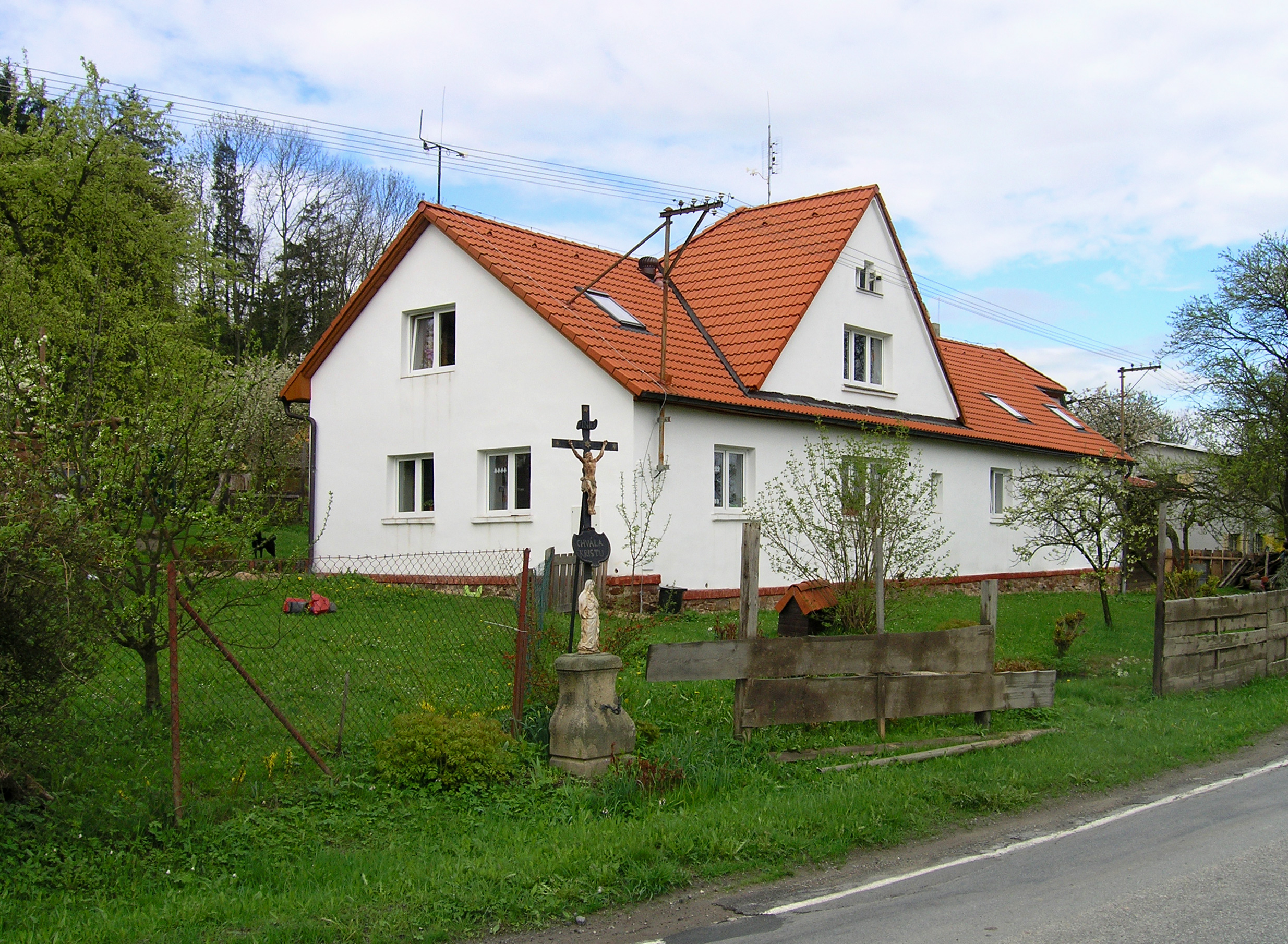
Dům s křížkem u hlavní silnice